# Miri Yū

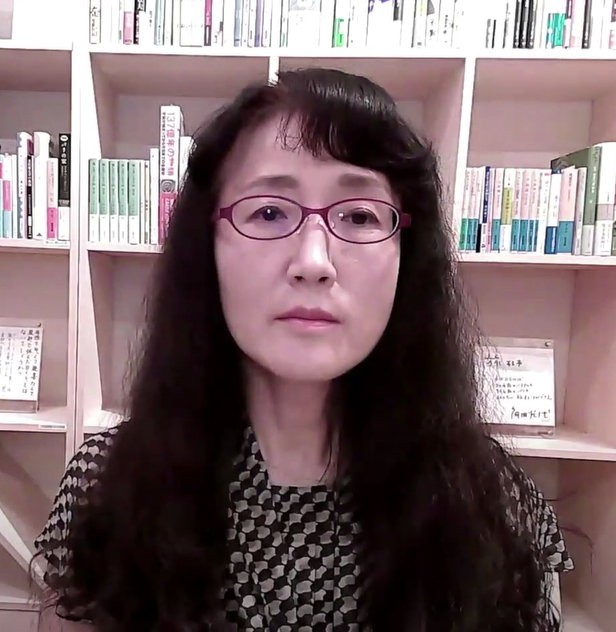
Miri Yū (2020)

Miri Yū (jap. 柳 美里, Yū Miri, kor. Hangeul: 유미리, Yu Mi-ri; * 22. Juni 1968 in Tsuchiura, Präfektur Ibaraki) ist eine japanische Schriftstellerin koreanischer Abstammung, die Prosa und Bühnenstücke in Japanisch schreibt. Obgleich Japanisch ihre Muttersprache ist, besitzt sie die südkoreanische Staatsbürgerschaft. Sie gehört damit zur koreanischen Minderheit in Japan, den Zainichi.

## Leben
Yū wurde als Kind koreanischer Eltern in Tsuchiura, Japan geboren. Im Alter von vier Jahren zog sie mit ihren Eltern nach Yokohama in der Präfektur Kanagawa. Sie besuchte eine private Oberschule in Yokohama und trat 1984 als jüngstes Mitglied der Musicalgruppe und Theatergruppe Tokyo Kid Brothers (東京キッドブラザース, Tōkyō Kiddo Burazāsu) unter der Leitung von Higashi Yutaka bei. 1987 gründete sie eine eigene Theatergruppe unter dem Namen Seishun Gogatsutō (青春五月党) und kurze Zeit darauf, 1991 veröffentlichte sie erste eigene Stücke.
Während ihre ersten Bühnenstücke veröffentlicht wurden, wechselte Yū zu Beginn der 90er Jahre zur Prosa. Sie gewann mit Full House (フルハウス, Furu Hausu) den Noma-Literaturpreis und mit Family Cinema (家族シネマ, Kazoku Shinema) den renommierten Akutagawa-Preis.
Yū lebt gegenwärtig in Minamisōma, Fukushima. Dort betreibt sie den Buchladen Full House und einen Theaterraum namens LaMaMa OKADA.

## Werke

### Prosa
- 1994 Ishi ni oyogu sakana (石に泳ぐ魚), überarbeitete Buchfassung 2002
- 1996 Full House (フルハウス, Furu Hausu)
- 1997 Kazoku Cinema (家族シネマ, Kazoku Shinema)
- 1997 Mizube no yurikago (水辺のゆりかご)
- 1997 Tail (タイル, Tairu)
- 1998 Gold Rush (ゴールドラッシュ, Gōrudo rasshu)
  - Roman, übersetzt von Kristina Iwata-Weickgenannt, bebra Verlag, Berlin. ISBN 978-3-86124-911-5
- 2000 Otoko (男)
- 2000 Inochi (命)
- 2001 Rouge (ルージュ, Rūju)
- 2002 Koe (声)
- 2004 Hachigatsu no hate (8月の果て)
- 2005 Ame to yume no ato ni (雨と夢のあとに)
- 2008 Kuro (黒)
- 2004 On Air (オンエア, On ea)
- 2014 JR Ueno-eki kōen-guchi (JR上野駅公園口)

### Bühnenstücke
- 1991 Seibutsuga (静物画)
- 1993 Himawari no kan (向日葵の柩)
- 1994 Green Bench
- 1996 Sakana no matsuri (魚の祭)
- 1991 Seibutsuga (静物画)